# つかこうへい
つか こうへい（本名・日本名：金原 峰雄（かねはら みねお）、韓国名：金 峰雄（キム・ボンウン、朝鮮語: 김봉웅）1948年〈昭和23年〉4月24日 - 2010年〈平成22年〉7月10日）は、日本で活動した韓国国籍の劇作家、演出家、小説家。
福岡県嘉穂郡嘉穂町（現・嘉麻市）出身。慶應義塾大学文学部哲学科中途退学。★☆北区つかこうへい劇団主宰。生前は東京都北区に在住し、同区の親善大使も務めた。血液型A型。

## 経歴

### 生い立ち
旧・福岡県嘉穂町牛隈に在日韓国人2世として誕生。三男一女の二男。事業を営む父親は慶尚北道青松郡出身。
高校卒業までを筑豊で過ごし、嘉穂町立大隈小学校、嘉穂町立大隈中学校を経て、福岡県立山田高等学校を卒業。高校時代は新聞部の部長を務め、「反逆児」と題した社会の流行や通俗的な考えを批判するコラムなどを執筆していた。浪人して上京し、慶應義塾大学文学部哲学科に進学する（3年次に中途退学）。当初は『三田詩人』に参加し、詩人として出発。当時から"つか・こうへい"（当時は中黒あり）のペンネームを用いた。同期生には堀田善衛の長女・堀田百合子がいた。

### 演劇に熱中した人生
慶應義塾大学在学中にアルバイトで予備校の講師をしていたときに、生徒から依頼を受けて芝居の戯曲を書いたことがこの世界に入るきっかけとなる。慶応では学生劇団「仮面舞台」に1969年から参加。1973年からは、早稲田大学の劇団「暫」（主宰：向島三四郎、知念正文）に関わり、そこで当時早稲田の学生だった三浦洋一や平田満などと出会う。大学在学中からアングラ演劇第二世代の劇作家、演出家として活動を始め、1970年代から1980年代にかけて、つかブームを巻き起こした。
このペンネームについては、”いつか公平”から取ったというのは評論家の成美子（ソン・ミジャ）によるもので、集英社文庫『飛龍伝〜神林美智子の生涯』のあとがきの中で「激動の1960年代を駆け抜けた中核派の学生運動家・奥浩平氏の名前がペンネームの由来」と明かしている。全部ひらがなにした理由については、新聞のインタビューや光文社刊の『娘に語る祖国』の中で「日本語がわからない母にもわかるように」「漫画家ちばてつやさんのファンで、自分も全部ひらがなにした」と答えている。
1974年、劇団「つかこうへい事務所」を設立。1982年、劇団「つかこうへい事務所」解散。一時、執筆業に専念する。
1987年4月、初めて韓国の地を踏む。同年11月、ソウルで韓国人役者による『熱海殺人事件』を上演し大成功を収める。この時の出演者（4人）は後に韓国を代表する俳優となり、ヒロインを演じた金知淑（キム・ジスク）の弟である金知雲（キム・ジウン）は、再度姉が出演した『熱海殺人事件』と新たに『蒲田行進曲』の舞台を演出し、その後韓国映画界を代表する人気映画監督となるなど、韓国演劇・映画界に多大な影響を及ぼした（このときのことをエッセイ『娘に語る祖国』（光文社刊）に綴り在日韓国人二世であることも公表。ベストセラーとなった）。1992年には若松孝二監督『寝取られ宗助』の脚本を担当した（原作も、つかこうへい）。
1994年4月、東京都北区と協力し、★☆北区つかこうへい劇団を創設。日本で初めて行政のバックアップを受けた劇団として多くの関心を集めた。その後も、1996年、大分県大分市と協力し、大分市つかこうへい劇団を創設（2000年12月解散）。1998年には、北海道北広島市に「つかこうへい北海道演劇人育成セミナー」を開設し、地方からの文化発信を目標に演劇育成に尽力した。1999年4月にはソウルで大分市つかこうへい劇団による韓国初の日本語公演（『熱海殺人事件・売春捜査官』）を行った（金大中大統領による日本文化開放の最初の目玉として、日韓両政府が正式認可した初の日本語による上演）。

### 私生活
1980年に熊谷真実と結婚したが、1982年に離婚。1983年に生駒直子と再婚した。つかは帰化をしなかったが家族の将来を考え夫婦別姓で結婚、一人娘の愛原実花（元宝塚歌劇団雪組トップ娘役）は誕生より母方の日本国籍である。この辺りの苦渋は自著の『娘に語る祖国』に綴られている。

### 病名公表と死
2010年1月に自ら肺癌に罹患していることを公表。その後は千葉県鴨川市の亀田総合病院で抗がん剤治療などを続けてきたが、7月10日午前10時55分、同病院で家族に看取られながら息を引き取った。62歳没。奇しくも宝塚大劇場で愛娘・愛原の退団公演の最中であった。
2011年3月、日本人に多大な影響を与えた劇作家・演出家として、韓国公営放送局MBCが1時間の報道特集番組『MBCスペシャル　～金峰雄とつかこうへい～』を制作。

### 遺書
2009年末に一時退院したが、そのときには死を受け入れており、生前本人が「自分が亡くなったら公開してほしい」と、最期のメッセージ（2010年1月1日付）を事務所スタッフに託しており、自身の遺志として「葬儀、お別れの会なども一切遠慮させて頂きます」「娘に日本と韓国の間、対馬海峡あたりで散骨してもらおうと思っています」などと綴った文言が公表されている。

## 受賞歴
- 1974年、第18回岸田國士戯曲賞を、当時最年少の25歳で受賞 （戯曲『熱海殺人事件』）
- 1976年、第14回ゴールデン・アロー賞演劇賞受賞 （舞台『ストリッパー物語』、『熱海殺人事件』）
- 1980年12月、第15回紀伊國屋演劇賞団体賞を「つかこうへい事務所」が受賞 （舞台・つかこうへい三部作『熱海殺人事件』『いつも心に太陽を』『蒲田行進曲』）
- 1982年1月、第86回直木賞受賞 （小説『蒲田行進曲』。同作は深作欣二監督で映画化され大ヒットした。）
- 1983年、第6回日本アカデミー賞最優秀脚本賞受賞（映画『蒲田行進曲』）
- 1990年、第42回読売文学賞受賞（戯曲『飛龍伝'90 殺戮の秋』）
- 2007年、紫綬褒章受章[10]。
- 2010年7月10日、旭日小綬章（追贈／勲記日付は逝去日に遡る）。

## 作風
つかこうへいには「口立て」という独特の演出法があった。基本的には稽古初日前までに戯曲（台本）を役者に渡し、役者はすべて暗記してくるが、「作家が机の上で書く台詞は4割。あとの6割は稽古場で役者が自分に書かせてくれるもの」と語っている通り、稽古を重ねるごとに台詞が大幅に変わっていく。稽古場で役者を鋭く観察し、芝居の流れを見ながら頭に浮かんだ台詞を口頭で伝え、役者はその台詞を瞬時に暗記して復唱し芝居を続ける。稽古期間だけではなく、舞台初日から楽日までの間にも役者の成長や観客の反応などを見ながら台詞を変えるため、初日と楽日では演出が異なり、つかファンは必ず初日と楽日のチケットを買い求めると言われる。また「間だの芸だのいらない。芝居はF1レース。0.01秒間違えると死ぬという真剣勝負を観に、客は来る。金を払って車庫入れを観に来る客はいない」という独自の持論を決して崩さなかった。
その舞台の基本は、シンプルで最小限の大道具のみ。つか独特の演出法である場面転換は一切暗転を使わず、突然流れ出す大音量の音楽と歌。それに合わせて突如踊り出す派手なダンス。観客は一瞬何が始まったのかと唖然としている間に次の場面が始まる。「演出家の仕事は、漁師が、魚が知らないうちに網にかかってしまったというように、観客を演出家の網にかけること」と語っている。衣装はポイントの場面ではつけるが、主役でさえ稽古着で登場することが多い。照明もダンスや歌、クライマックスのときだけ派手に使用して場面にメリハリをつけ、芝居が終了すると華やかな照明とともに役者全員がタキシードで登場しダンスを披露して幕が降りる。
多くの脚本がキャストや設定を変えて何度も再演されているが、特に『熱海殺人事件』は再演のたびに時代に合った新しいテーマが盛り込まれ先鋭になっている。かつて新聞記者達が選んだ「戦後の戯曲ベスト30」で『熱海殺人事件』は、三島由紀夫『サド侯爵夫人』に次いで二位に選ばれた。この作品は、つか作品すべての原型であり、シンプルながら激情に満ち溢れた戯曲の名作と言える（バージョンとしては、『ザ・ロンゲストスプリング』『モンテカルロ・イリュージョン』『売春捜査官』『サイコパス』『平壌から来た女刑事』など）。こうした演出は多くの劇団、俳優に影響を与え、さまざまな劇団がつかこうへい作品を上演している。
1980年代に企業出資の文化事業支援が盛んに行われたが、バブル崩壊後に残ったのは立派なホールばかりで、地味な"ソフト"（稽古場提供などの形に残らないもの）への支援がなされてこず、劇場があっても演じる側が育っていなかった。その風潮を何とかしたいとの思いから、1994年4月、行政の協力を得て東京都北区で「★☆北区つかこうへい劇団」を旗揚げ。1996年には大分県大分市にて「大分市つかこうへい劇団」（2001年3月に解散）を旗揚げした。その他にもワークショップや演劇セミナーなどを各所で開いており、後進の指導にも余念がない。肺がんで病床に伏していたときさえも、舞台の練習風景のビデオを病院でチェックし、役者一人一人に細かい演技指導を欠かさなかった。

## つかこうへいの演出指導を受けたり縁の深い俳優と脚本家たち
アイドルタレントを厳しい指導で鍛え上げて一人前の俳優・女優に育て上げることを得意とし、演出指導を受けた俳優の中には人気と実力を兼ね備えたスターとなる者が少なくなかった。
| - 三浦洋一 - 風間杜夫 - 平田満 - 石原良純 - 黒木メイサ - 小西真奈美 - 富田靖子 - 筧利夫 - 田中邦衛 - 加藤健一 - 萩原流行 - 柄本明 - 岡本麗 - 根岸季衣 - かとうかずこ - 角替和枝 - 塩見三省 - 石丸謙二郎 - 酒井敏也 - 重松収 - 熊谷真実 - 井上加奈子 - 高野嗣郎 - 松坂慶子 - 沖雅也 - 大竹しのぶ - 佐藤B作 | - 岸田今日子 - 平栗あつみ - 池田成志 - 岡森諦 - 及川いぞう - 春田純一 - 山本亨 - 阿部寛 - 山崎銀之丞 - 鈴木聖子 - 生方和代（後の塩塚和代） - 石田ひかり - 牧瀬里穂 - 長与千種 - 西岡徳馬 - 藤山直美 - 伏石泰宏 - 錦織一清 - 草彅剛 - 由見あかり - キム・テイ - トロイ・ダベンポート - 内田有紀 - 広末涼子 - 渋谷亜希 - 糸永直美 - 森ほさち - 鶴水ルイ - 藤沢かりん - 小田瑞穂 - 黒谷友香 - 高木延秀 - 武口明 - 草場宏司 - チョウ・ソンハ - 黛英里佳 - 鳳恵弥 | - 石原さとみ - 真琴つばさ - 徳重聡 - 東幹久 - 舘形比呂一 - 矢部太郎 - 馬場徹 - 大江裕 - とめ貴志 - 神尾佑 - 吉田智則 - 黒川恭佑 - 長谷川康夫 （脚本家） - 羽原大介 （脚本家） - 秦建日子 （脚本家） - 大久保圭介 （脚本家） |

この他にも、作詞家の大津あきらは、つか劇団の音楽担当として深く関っていた。

## 作品

### 主な戯曲・脚本
| - 郵便屋さんちょっと - 戦争で死ねなかったお父さんのために - 初級革命講座 飛龍伝 - 熱海殺人事件 （映画化 1986年 監督：高橋和男） - 出発 - 松ヶ浦ゴドー戒 - ストリッパー物語 （改題：ヒモのはなし） - ロックオペラ サロメ （1978年 演出） - いつも心に太陽を （改題：ロマンス） （ドラマ化「ロマンス」 1999年 よみうりテレビ） - 広島に原爆を落とす日 - 弟よ! （ドラマ化 1990年 NTV 監督：森﨑東） - 蒲田行進曲 （映画化 1982年 監督：深作欣二、ドラマ化 1983年 TBS） - 寝盗られ宗介 （ドラマ化「嫁ぐ日'84」 1984年 NHK、映画化 1992年 監督：若松孝二） - つか版・忠臣蔵 （ドラマ化 1982年 テレビ東京） | - 青春かけおち篇 （ドラマ化「かけおち'83」 1983年 NHK、映画化 1987年 監督：松原信吾） - 二代目はクリスチャン （映画化 1985年 監督：井筒和幸） - この愛の物語 （映画化 1987年 監督：舛田利雄） - 銀ちゃんが逝く （ドラマ化「続・蒲田行進曲 銀ちゃんが行く」 1991年 TBS） - 今日子 - 幕末純情伝 （映画化 1991年 監督：薬師寺光幸） - リング・リング・リング （映画化 1993年 監督：工藤栄一） - 売春捜査官 - 二等兵物語 - ペエスケ ガタピシ物語 - 金田一耕助の冒険（ダイアローグ・ライター） - 銀幕の果てに |

### 主な楽曲
- かんかんからす 作詞・作曲：つかこうへい 編曲：馬飼野康二 歌：加藤登紀子
- こころくん こころさん 作詞：つかこうへい 作曲：南こうせつ 歌：大竹しのぶ
- かまっておんど 作詞：つかこうへい 作曲：中村弘明 歌：大竹しのぶ
- たなあげおんど 作詞：つかこうへい 作曲：中村弘明 歌：大竹しのぶ
- 狂おしく二人 作詞：つかこうへい、作曲：からさきしょういち 歌：平栗あつみ
- お嫁なんかにいかないで 作詞：つかこうへい、作曲：からさきしょういち 歌：松坂慶子

### CM
- 麒麟麦酒「キリンラガービール」

「証言シリーズ」の第1弾（1989年）に、つか本人が出演。「この広告に出た以上、死ぬまでキリンラガービール以外は飲みません」とのコメントを出した。

## 著書

### 戯曲・シナリオ・小説・短編集・エッセイ・作品集
- 『熱海殺人事件』新潮社 1975  のち角川文庫、白水社 （郵便屋さんちょっと,初級革命講座飛龍伝,熱海殺人事件,出発）
  - 『小説熱海殺人事件』角川文庫 1976
  - 『シナリオ熱海殺人事件』角川文庫 1986
  - 『熱海殺人事件 ザ・ロンゲスト・スプリング 決定版』白水社 1992
  - 『熱海殺人事件売春捜査官』メディアファクトリー 1996
- 『戦争で死ねなかったお父さんのために』新潮社 1976  のち角川文庫（巷談松ケ浦ゴドー戒,生涯）
  - 『戦争で死ねなかったお父さんのために』新潮文庫 1979 （郵便屋さんちょっと.初級革命講座 飛龍伝.熱海殺人事件.出発）
- 小説『初級革命講座飛龍伝』角川文庫 1977
  - 『飛龍伝'90 殺戮の秋』白水社 1990
  - 『飛龍伝 ある機動隊員の愛の記録 決定版』白水社 1992
  - 小説『飛龍伝 神林美智子の生涯』集英社 1997 のち文庫
- 小説『弁護士バイロン』角川書店 1977 のち文庫
- 『あえてブス殺しの汚名をきて』角川書店 1977 のち文庫
- 『ジャイアンツは負けない』角川文庫 1979
- 『いつも心に太陽を』角川書店 1979 のち文庫 （ロマンス.惜別.弟よ!.見合い写真.かけおち.ポックリ・ソング.ヒモのはなし.断絶）
- 『傷つくことだけ上手になって』角川書店 1981
- 『蒲田行進曲』角川書店 1981 のち文庫、光文社文庫
  - 『戯曲蒲田行進曲』角川書店 1982
  - 『シナリオ蒲田行進曲』角川文庫 1982
  - 『銀ちゃんが、ゆく 蒲田行進曲完結篇』角川書店 1987 のち文庫
- 『つかこうへいによるつかこうへいの世界』白水社 1981 のち角川文庫
- 『つかへい犯科帳』山藤章二絵 角川書店 1982 のち文庫
- 『つかへい腹黒日記』角川書店 1982 のち文庫 
  - 『つかへい腹黒日記 part 2』角川書店 1983  のち文庫
  - 『つかへい腹黒日記 part 3』角川文庫 1989
- 『定本ヒモのはなし（出発）』角川書店 1982
- 『寝盗られ宗介』角川書店 1982 のち文庫、光文社文庫  
  - 『寝盗られ宗介'96・ロマンス'97』三一書房 1997
- 『つか版・忠臣蔵』角川書店 1982 のち文庫 - 小説とは別に、戯曲『つか版・忠臣蔵』が週刊誌『平凡パンチ』に連載。朝日新聞記者の扇田昭彦は本作を「つかの演劇活動の総決算」と評している[15]。
- 『青春かけおち篇』角川書店 1983 のち文庫 
  - 『シナリオ青春かけおち篇』角川文庫 1986
- 『この愛の物語』角川ノベルズ 1983 のち文庫
- 『つか版・女大学』角川書店 1984 のち文庫
- 『ストリッパー物語』角川書店 1984  のち文庫
- 『ハゲ・デブ殺人事件』角川書店 1984 のち文庫
- 『嫁ぐ日'84』日本放送出版協会、1984年8月25日。
- 『つか版・男の冠婚葬祭入門』角川書店 1985 のち文庫
- 『二代目はクリスチャン』角川文庫 1985
  - 『シナリオ二代目はクリスチャン』角川文庫 1985
- 『井戸のある街 第1話』角川書店 1985 のち文庫 
  - 『井戸のある街 第2話』角川書店 1988 のち文庫
  - 『井戸のある街 第3話』角川書店 1989
- 『国ゆたかにして義を忘れ』井上ひさし共著 角川書店 1985
- 『広島に原爆を落とす日』角川書店 1986 のち文庫、光文社文庫
- 『長島茂雄殺人事件 ジンギスカンの謎』角川ノベルズ 1986 のち文庫
- 『スター誕生』角川書店 1986 のち文庫
- 『青春父さんの恋物語』角川書店 1986 のち文庫、「ロマンス」光文社文庫
- 『かまっておんど』朝倉摂絵 扶桑社 1987
- 『こころくんこころさん』同 扶桑社 1987
- 『つかこうへい戯曲シナリオ作品集』全4巻 白水社 1987－96
- 『弟よ!』角川書店 1987 のち文庫
- 『ふしぎなクリスマスケーキ』朝倉摂絵 扶桑社 1987
- 『菜の花郵便局 大人と子供のための童話』岩波書店 1988 のち角川文庫
- 『幕末純情伝 竜馬を斬った女』角川書店 1988 のち文庫、光文社文庫
  - 『戯曲幕末純情伝』白水社 1989
  - 『幕末純情伝』画:小林薫 角川書店 1991 のち双葉文庫
  - 『戯曲 新・幕末純情伝』演劇ぶっく社 1999
- 『愛人刑事』角川ノベルズ 1989 のち文庫
- 『現代文学の無視できない10人 インタビュー』集英社文庫 1989
- 『つかこうへい劇場（1）青春』画:八潮路つとむ 集英社 1990
- 『娘に語る祖国』光文社(カッパ・ホームス) 1990 のち文庫
  - 『娘に語る祖国 「満州駅伝」-従軍慰安婦編』光文社 1997
- 『竜馬伝 野望篇』角川書店 1991 のち文庫
  - 『竜馬伝 青春篇』角川書店 1991 のち文庫
  - 『竜馬伝 決死篇』角川書店 1993 のち文庫
- 『邪馬台国の謎 演劇入門』白水社 1991
- 『リング・リング・リング 女子プロレスリング純情物語』（戯曲）白水社 1991
  - 『リング・リング・リング 女子プロレスリング純情物語』（小説）角川書店 1993 のち文庫
  - 『リング・リング・リング 涙のチャンピオンベルト フォト・シナリオ』長与千種 白水社 1993
- 『明日、恋する貴方に』光文社 1992 のち文庫
- 『つかこうへい傑作選』全7巻 メディアファクトリー 1994－96
- 『銀幕の果てに』集英社 1994 のち文庫
- 『女優になるための36章』主婦と生活社 1995 「あなたも女優になろう」光文社文庫
- 『人は幸せになるために生まれてきたのです』光文社 1996
- 『薔薇ホテル』角川書店 1996
- 『あるキャッチボール屋さんの悲劇 井戸のある街その後』角川文庫 1996
- 『高校生のための実践演劇講座』全3巻（監修）第3巻は著 白水社 1997
- 『つかこうへい'98戯曲集』三一書房 1998 （寝盗られ宗介、モンテカルロ・イリュージョン、売春捜査官、サイコパスー木村伝兵衛の自殺、ロマンス、銀ちゃんが逝く）
- 『つかこうへいの新世界 htwi:art visual「ヒッティ」』メディアート出版 2005
- 『つか版誰がために鐘は鳴る』主婦と生活社 2006

## 評伝
- 長谷川康夫『つかこうへい正伝 1968-1982』 新潮社 2015 ISBN 978-4-10-339721-2 （新潮文庫 2020 ISBN 978-4-10-102091-4）
- 長谷川康夫『つかこうへい正伝Ⅱ1982-1987 知られざる日々』 大和書房 2024 ISBN 978-4-479-39418-1